# Royal Opera, Londres
The Royal Opera es una compañía de ópera con sede en el centro de Londres, residente en la Royal Opera House, Covent Garden. Junto con la English National Opera, es una de las dos principales compañías de ópera de Londres. Fundada en 1946 como la Covent Garden Opera Company ("Compañía de Ópera de Covent Garden"), fue conocida por ese título hasta el año 1968. Desde el principio ha compartido la Royal Opera House con la compañía de ópera hoy conocida como el Royal Ballet.
Cuando la compañía se formó su política era representar todas las obras en inglés, pero desde finales de los años cincuenta, la mayor parte de las óperas se han representado en su idioma original. Desde el principio la compañía ha comprendido una mezcla de cantantes británicos y Commonwealth y estrellas invitadas internacionales; alimentando las carreras de intérpretes desde dentro de la compañía fue una política constante de años anteriores. Entre los muchos intérpretes invitados estuvieron Elisabeth Schwarzkopf, Hans Hotter, Kirsten Flagstad, Birgit Nilsson, Maria Callas, Plácido Domingo y Luciano Pavarotti. Entre aquellos que han alcanzado un papel destacado de entre las filas de la compañía están Joan Sutherland, Geraint Evans, Kiri Te Kanawa y Jon Vickers. 
El crecimiento de la compañía bajo la administración de David Webster desde sus modestos comienzos hasta la paridad con los grandes teatros de ópera fue reconocido por la obtención del título de "Royal Opera" en 1968. Bajo el sucesor de Webster, John Tooley, la Royal Opera prosperó, pero después de su retiro en 1988, entonces le siguió un período de inestabilidad y el cierre de la Royal Opera House para reconstruir y restaurar entre 1997 y 1999. En el siglo XXI se obtuvo la estabilidad de nuevo. La compañía tuvo seis directores musicales desde su creación: Karl Rankl, Rafael Kubelik, Georg Solti, Colin Davis, Bernard Haitink y Antonio Pappano.